# Cuatro sellos budistas
Los cuatro sellos del budismo son las cuatro características más generales y simples que definen la ideología budista. Aunque este concepto ha sido introducido después de la muerte de Buda, es considerado por los seguidores del gran vehículo como el parámetro que distingue al verdadero budismo de las ideologías que no son budistas.

## Los cuatro sellos
Los cuatro sellos son los siguientes:
1. Todo lo que está condicionado se descompone. Es la  impermanencia.
2. Todo lo que surge del egocentrismo, todas las aflicciones emocionales, producen sufrimiento.
3. Ningún fenómeno o cosa tiene existencia inherente o por sí misma (vacuidad).
4. Solo el Nirvana es paz. Solo el Nirvana es la Iluminación.

## Diferencias entre escuelas budistas
Como el sufrimiento no es un aspecto inherente de la existencia, algunas veces el segundo sello es omitido para conformar tan solo tres sellos.
A diferencia del budismo del Gran Vehículo, el budismo del Pequeño Vehículo no suele contemplar el concepto de vacuidad dentro de sus preceptos.